# Ksylofag

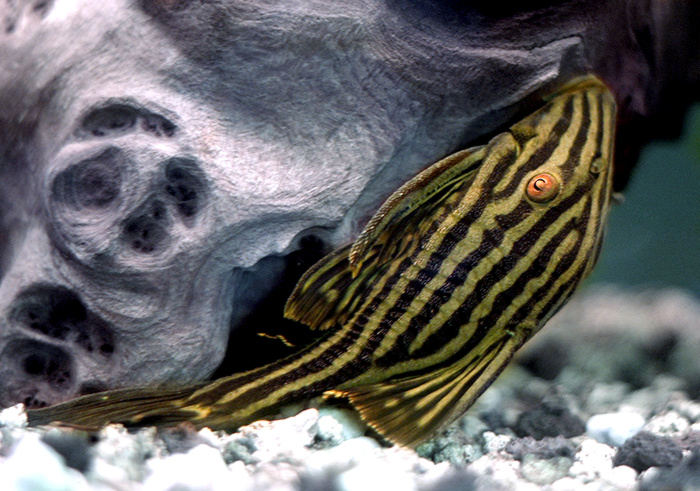
Drewnojady spotykane są również wśród ryb. Panaque nigrolineatus uzupełnia swoją dietę drewnem.

Ksylofag, drewnojad (gr. xýlon drewno, phageín jeść) – gatunek saproksyliczny odżywiający się drewnem, głównie owady (termity, niektóre kornikowate). Przykładem ksylofaga jest chrząszcz Morinus funereus z rodziny kózkowatych.
Ksylofagi najliczniej występują w lasach, zwłaszcza lasach naturalnych. Należą do nich groźne szkodniki drzew.

## Biblioteka
- Józef Razowski: Słownik entomologiczny. Warszawa: Państwowe Wydawnictwo Naukowe, 1987. ISBN 83-01-07907-X. Brak numerów stron w książce
- Biologia. Multimedialna encyklopedia PWN Edycja 2.0. Wrocław: Warszawa : Wydawnictwo Naukowe PWN, 2008. ISBN 978-83-61492-24-5. Brak numerów stron w książce